# Ludmiła Danjell
Ludmiła Maria Danjell-Romanowska (ur. 3 stycznia 1920 w Warszawie. zm. 22 sierpnia 2009 w Częstochowie) – polska aktorka teatralna.

## Życiorys
Ukończyła studia na Wydziale Aktorskim Państwowej Wyższej Szkoły Teatralnej w Krakowie (1949). Jeszcze podczas studiów aktorskich występowała w Teatrze Kameralnym TUR (1945-1945) oraz Kabarecie Siedem Kotów (1946-1947). W kolejnych latach była członkinią zespołów: Teatru Wybrzeże w Gdańsku (1949-1951), Teatrów Ziemi Pomorskiej (scena Toruń) (1941-1954) oraz Teatru im. Wojciecha Bogusławskiego w Kaliszu (1953-1957). Następnie, aż do przejścia na emeryturę w 1988 roku była aktorką Teatru im. Adama Mickiewicza w Częstochowie (z roczną przerwą w latach 1964-1965, kiedy to występowała w Teatrze Dramatycznym im. Aleksandra Węgierki w Białymstoku). 
Po 1946 roku wyszła za mąż za Mieczysława Winklera. Została pochowana na krakowskim Cmentarzu Bronowickim.